# مارکوس کالپورنیوس بیبولوس
مارکوس کالپورنیوس بیبولوس (انگلیسی: Marcus Calpurnius Bibulus; ۱ ژانویهٔ ۰۱۰۲ – ۴۸ پیش از میلاد) سیاستمدار اهل روم باستان در جمهوری روم بود. او محافظه‌کار و حامی نظم اجتماعی مستقر بود که در چندین مقام در کنار ژولیوس سزار خدمت کرد و دشمنی مادام‌العمر با او را در سر داشت. در سال ۵۹ قبل از میلاد او به عنوان کنسول روم در کنار ژولیوس سزار بود. مشارکت آنها تا حدی بحث‌برانگیز بود که حامیان سزار به بیبولوس در انجمن اصلی رم در آستانه رای‌گیری مهم حمله کردند. بیبولوس تا پایان دوره خود از سیاست عمومی کناره‌گیری کرد.
در سال‌های ۵۱ تا ۵۰ قبل از میلاد، فرماندار سوریه (استان روم) بود، که در آنجا مؤثر بود، اما با گرفتن اعتبار شخصی بیش از حد برای دفع شاهنشاهی اشکانی ارتش را از خود بیگانه کرد. در سال ۴۹، پس از وقوع جنگ داخلی سزار، بیبولوس خود را با پومپه هماهنگ کرد و مسئول ناوگانی بود که وظیفه آن جلوگیری از ارسال ارتش ژولیوس سزار به سراسر دریای آدریاتیک بود. او نتوانست این کار را انجام دهد و متعاقباً نتوانست به‌طور مؤثری منابع سزار را قطع کند. در سال ۴۸ قبل از میلاد در حین انجام وظیفه محاصره، بیمار شد و درگذشت.

## سال‌های اولیه

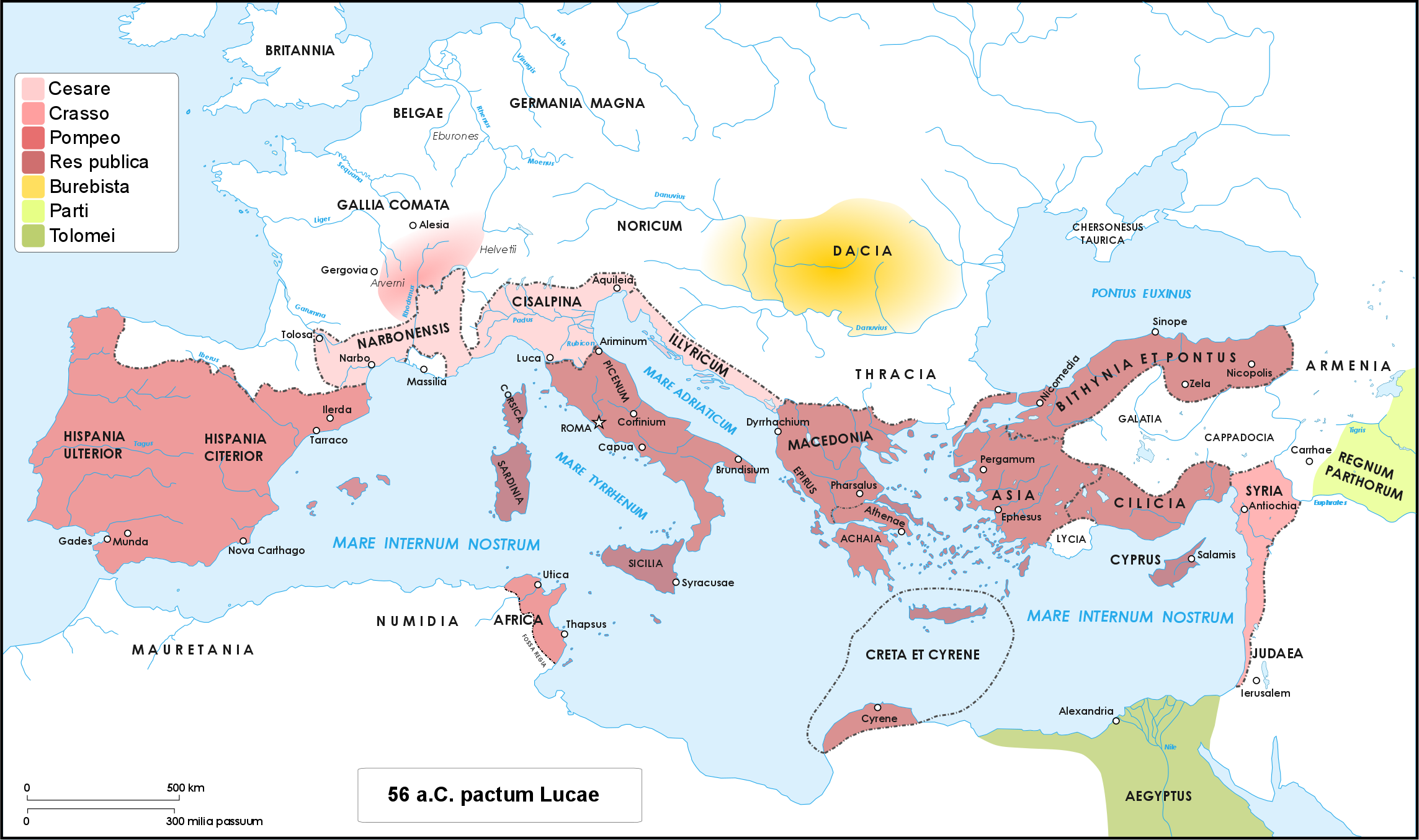
جمهوری روم در زمان Bibulus

مارکوس کالپورنیوس بیبولوس یکی از اعضای پلبی‌ها Calpurnia gens بود. نام او قبلاً در بین خاندان‌های رومی تأیید نشده‌است، بنابراین به نظر می‌رسد که او اولین نامی بوده‌است که به دفتر کوریل رسیده‌است، اما بعید است بر اساس ارتباطاتی که داشت، او یک «شهروند نوین رومی باشد.
او را به عنوان «جدی و تا حدودی پرشور» توصیف کرده‌اند. او در سال ۶۵ قبل از میلاد به عنوان ادیل (روم) در کنار ژولیوس سزار خدمت کرد. هر سال دو کورول آیدیل منصوب می‌شدند و مسئولیت نگهداری ساختمان‌های عمومی و تنظیم جشنواره‌های عمومی را بر عهده داشتند. آنها همچنین دارای اختیاراتی برای اجرای نظم عمومی بودند. سزار در طول سال‌های ریاستش قدرت بیبولوس را تحت سلطه داشت، به ویژه در ارائه لودی رومی، یک جشن مذهبی که شامل مراسم‌های متعدد و سرگرمی‌های سکولار بود. او دوباره در سال ۶۲ قبل از میلاد در کنار سزار خدمت کرد، زمانی که هر دو به سمت پرایتورها، مناصب دادگستری انتخاب شدند. بیبولوس در هر فرصتی با سزار مخالفت می‌کرد. اندکی قبل از روی کار آمدن آنها، روم توسط توطئه کاتیلینا که تلاش تعدادی از اشراف ارشد برای سرنگونی جمهوری بود تحت فشار قرار گرفت. در طول دوره ریاست در جمهوری رود، بیبولوس برای سرکوب حامیان شورش لوسیوس سرگیوس کاتیلین فراخوانده شد.
بیبولوس عضوی پایدار در اردوگاه «پوپولارها» یا «بونی» توصیف شده بود. «بونی» اکثریت سناتوری سنت‌گرای جمهوری روم بودند، سیاستمدارانی که معتقد بودند نقش سنای روم توسط مجمع‌های مردمی قانون‌گذار برای بهره‌مندی از چند فرد تشنه قدرت از غصب می‌شود. «بونی» علیه هر کسی بود که سعی می‌کرد از این مجالس قانونگذاری برای اصلاح دولت استفاده کند. که سیاست اصلی ژولیوس سزار پوپولیست بود. سزار با حمایت متحدان قدرتمند خود تریوم‌ویرات اول خود را برای شرکت در انتخابات کنسولی سال ۵۹ قبل از میلاد نامزد کرد. کنسول شدن بالاترین افتخار در جمهوری روم محسوب می‌شد. کاتوی کوچک و بقیه «بونی» از سزار می‌ترسیدند که یک رادیکال باشد و منش نیاکان، «مورها» را نابود کند. Bibulus قبلاً به شدت با سزار مخالف بود و با پورشیا (همسر بروتوس)، دختر کاتوی کوچک ازدواج کرد. «بونی» رشوه‌های زیادی به انتخاب کنندگان می‌داد تا اطمینان حاصل شود که بیبولوس همکار کنسولی سزار خواهد بود. آنها موفق شدند؛ بیبولوس نامزد کنسولی مورد نظر سزار، لوسیوس لوسیئوس را به سختی شکست داد.

## کنسول
سزار دوره کنسولی خود را با «ارائه یک لایحه معتدل و با دقت استدلال به نام قانون ارضی ژولیا» آغاز کرد که خرید زمین به منظور ترخیص و اسکان سربازان پومپه بود که چند سال قبل از جنگ با شرق بازگشته بودند. «بونی» به رهبری کاتوی کوچک، به‌طور دسته جمعی از مجلس سنا خارج شدند تا از شنیده شدن آن جلوگیری کنند. سزار این لایحه را به مجمع کنتوریاها برد که عمدتاً از سربازان سابق تشکیل شده بود. تعداد زیادی از کهنه سربازان پمپه به رم آمدند تا در رای‌گیری مورد انتظار شرکت کنند. بیبولوس محبوبیت خود را در اثر رفتار تحقیرآمیز اشرافی با آنها از دست داد و به آنها گفت که برای او مهم نیست که آنها چه می‌خواهند. Bibulus او توانست حمایت سه تریبونوس پلبیسها را برای جلوگیری از تصویب این لایحه تضمین کند. با این حال، پومپه و کراسوس علناً از لایحهٔ سزار حمایت کردند و مخالفت با بیبولوس به حدی بود که تریبون‌ها، حاضر به اعمال حق وتو نشدند. بلافاصله قبل از رای‌گیری بیبولوس دستور تعلیق آن را به دلایل مذهبی داد. سزار، که او نیز پونتیفکس ماکسیموس، مهم‌ترین مقام مذهبی روم بود، این موضوع را نادیده گرفت و به رأی ادامه داد. بیبولوس و دو تن از تریبون‌هایش از پله‌های معبد کاستور و پولوکس بالا رفتند و سعی کردند این لایحه را محکوم کنند. جمعیت به سمت او و اطرافیانش هجوم آوردند و تبرپوش او (نمادهای کنسولگری او) را پاره کردند، او را به زمین هل دادند و مدفوع روی او ریختند. بیبولوس پس از برخاستن از روی زمین به طرف جمعیت فریاد زد که او را بکشند تا به خجالتش پایان دهد. سناتورهای همکارش او را متقاعد کردند که آنجا را ترک کند و در زمانی که مجمع به تصویب این لایحه می‌پرداخت دوباره در معبدی در آن نزدیکی جمع شوند.
روز بعد، بیبولوس وارد مجلس سنا شد و در آنجا شکایتی رسمی دربارهٔ رفتاری که با او شده بود، ارائه کرد و از سنا درخواست کرد تا قانون را لغو کند، اما به سخنان او عمل نشد. سپس خواست که برای حفظ قانون جدید مقاومت کند، اما در نهایت متقاعد شد که سوگند یاد کند. پس از این تحقیر، در مارس ۵۹ قبل از میلاد، بیبولوس از شرکت در جلسات مجلس سنا منصرف شد، و سزار را با کنترل کامل بر کنسولگری ترک کرد. او گهگاه شکایت‌هایی را علیه سزار و پمپه صادر می‌کرد که منجر به حملاتی از سوی سزار و پومپه به خانه او می‌شد. در بقیه سال، طرفداران تریوم‌ویرات اول با بیان تمسخرآمیز اینکه دو کنسول در واقع «ژولیوس و سزار» هستند، بیبولوس را مسخره می‌کردند. بیبولوس توهین را با اشاره کردن به سزار به عنوان «ملکه بیتینیا»، که کنایه ای از رابطه عشقی ادعایی سزار با پادشاه بیتینی بود، پاسخ داد. او همچنین ادعا کرد که سزار در اولین توطئه لوسیوس سرگیوس کاتیلین دست داشته‌است. بیبولوس باقیمانده دوره خود را در خانه‌اش سپری کرد، جایی که ادعا می‌کرد در حال تماشای فال و شگون است، عملی که ظاهراً تمام قوانین تصویب شده در آن سال را باطل می‌کرد.

### باستانی
- Appian, Civil Wars
- Plutarch, Life of Cato the Younger
- Suetonius, Life of Julius Caesar

### جدید
- Bringmann, Klaus, A History of the Roman Republic (2007) Cambridge, UK ; Malden, MA: Polity OCLC 318972410
- Broughton, T. Robert S., The Magistrates of the Roman Republic, Vol II (1952) New York : American Philological Association. OCLC 868514975
- Holland, Tom, Rubicon: The Triumph and Tragedy of the Roman Republic (2004) London: Abacus. شابک ‎۹۷۸−۰−۳۴۹−۱۱۵۶۳−۴
- Holmes, T. Rice, The Roman Republic and the Founder of the Empire, Vol. I (1923) Cambridge: The Clarendon Press. OCLC 2845034
- Holmes, T. Rice, The Roman Republic and the Founder of the Empire, Vol. II (1923) Cambridge: The Clarendon Press. OCLC 163400823
- Holmes, T. Rice, The Roman Republic and the Founder of the Empire, Vol. III (1923) Cambridge: The Clarendon Press. OCLC 889250448
- Morrell, Kit, Pompey, Cato, and the Governance of the Roman Empire (2017)  Oxford: Oxford University Press. شابک ‎۹۷۸−۰−۱۹−۸۷۵۵۱۴−۲
- Smith, William, Dictionary of Greek and Roman Biography and Mythology, Vol I (1867). London: J. Murray. OCLC 490058450
- Syme, Ronald, The Roman Revolution (1939) Oxford: Clarendon OCLC 185188894

- مشارکت‌کنندگان ویکی‌پدیا. «Marcus Calpurnius Bibulus». در دانشنامهٔ ویکی‌پدیای انگلیسی، بازبینی‌شده در ۱۶ اوت ۲۰۲۳.